# Aldar Tsybikzhapov
Aldar Tsybikzhapov (en ruso: Алдар Цыбикжапов; 7 de febrero de 1996) es un deportista ruso que compite en tiro con arco, en la modalidad de arco recurvo. Ganó dos medallas en el Campeonato Europeo de Tiro con Arco al Aire Libre de 2021, oro en equipo mixto y bronce en el equipo.

## Palmarés internacional
| Campeonato Europeo al Aire Libre | Campeonato Europeo al Aire Libre | Campeonato Europeo al Aire Libre | Campeonato Europeo al Aire Libre |
| Año                              | Lugar                            | Medalla                          | Prueba                           |
| -------------------------------- | -------------------------------- | -------------------------------- | -------------------------------- |
| 2021                             | Antalya (Turquía)                | Medalla de oro                   | Equipo mixto                     |
| 2021                             | Antalya (Turquía)                | Medalla de bronce                | Equipo                           |